# 最緊要進步
《最緊要進步》，是一個取材自香港社會的遊戲電視節目。此節目於2007年7月3日晚上22:30-23:00，逢星期二至星期五於無綫電視翡翠台播映，主持人為王貽興及沈卓盈。遊戲內的問答題目主題是香港特別行政區成立10年內發生的事件。

## 每集嘉賓
| 集數 | 播映日期／星期      | 隊伍                                          | 嘉賓                                                      | 公眾團體隊伍                                | 勝出隊伍           | 所獲徽章及獎金（如有）    |
| 1    | 07月3日 （星期二）  | 強劍隊                                        | 陳敏之、黄宗泽                                            | 香港泰拳理事會隊                            | 強劍隊             | 銅進步徽章                |
| 1    | 07月3日 （星期二）  | 學警出更隊                                    | 李詩韻、陳鍵鋒                                            | 香港獅子會隊                                | 強劍隊             | 銅進步徽章                |
| 2    | 07月4日 （星期三）  | 強劍隊                                        | 梁烈唯、陳敏之                                            | 中國香港跳繩總會隊                          | 強劍隊             | 銀進步徽章                |
| 2    | 07月4日 （星期三）  | 司儀隊                                        | 鄧梓峰、丘凱敏                                            | 康宏晨曦足球隊                              | 強劍隊             | 銀進步徽章                |
| 3    | 07月5日 （星期四）  | 強劍隊                                        | 梁烈唯、陳敏之                                            | 聖保羅書院隊                                | 體育世界隊         | 銅進步徽章                |
| 3    | 07月5日 （星期四）  | 歌星隊                                        | 彭健新、官恩娜                                            | 聖保羅書院隊                                | 體育世界隊         | 銅進步徽章                |
| 3    | 07月5日 （星期四）  | 體育世界隊                                    | 鍾志光、韓毓霞                                            | 聖保羅書院隊                                | 體育世界隊         | 銅進步徽章                |
| 4    | 07月6日 （星期五）  | 香港小姐隊                                    | 楊思琦、曹敏莉                                            | 北少林門龍子祥國術總會隊 香港體育舞蹈聯盟隊 | 香港體育舞蹈聯盟隊 | 銅進步徽章                |
| 4    | 07月6日 （星期五）  | 體育世界隊                                    | 鍾志光、韓毓霞                                            | 北少林門龍子祥國術總會隊 香港體育舞蹈聯盟隊 | 香港體育舞蹈聯盟隊 | 銅進步徽章                |
| 5    | 07月10日 （星期二） | 歌星隊                                        | 孫耀威、關心妍                                            | 香港體育舞蹈聯盟隊                          | DJ隊               | 銅進步徽章                |
| 5    | 07月10日 （星期二） | 師奶兵團                                      | 謝天華、商天娥                                            | 香港體育舞蹈聯盟隊                          | DJ隊               | 銅進步徽章                |
| 5    | 07月10日 （星期二） | DJ隊                                          | I Love U Boyz                                             | 香港體育舞蹈聯盟隊                          | DJ隊               | 銅進步徽章                |
| 6    | 07月11日 （星期三） | DJ隊                                          | I Love U Boyz                                             | 香港極限運動聯會隊 香港福建聯會隊           | 「心心相印」隊     | 銅進步徽章                |
| 6    | 07月11日 （星期三） | 「心心相印」隊                                | 陳國邦、羅敏莊                                            | 香港極限運動聯會隊 香港福建聯會隊           | 「心心相印」隊     | 銅進步徽章                |
| 7    | 07月12日 （星期四） | 「心心相印」隊                                | 陳國邦、羅敏莊                                            | 香港跆拳道協會隊 香港土風舞協會隊           | 「心心相印」隊     | 銀進步徽章                |
| 7    | 07月12日 （星期四） | 勁歌金曲隊                                    | 崔建邦、林二汶                                            | 香港跆拳道協會隊 香港土風舞協會隊           | 「心心相印」隊     | 銀進步徽章                |
| 8    | 07月13日 （星期五） | 強劍隊                                        | 李思捷、羅冠蘭                                            | 香港影藝聯盟隊 春風獅子會隊                 | 「心心相印」隊     | 金進步徽章                |
| 8    | 07月13日 （星期五） | 「心心相印」隊                                | 陳國邦、羅敏莊                                            | 香港影藝聯盟隊 春風獅子會隊                 | 「心心相印」隊     | 金進步徽章                |
| 9    | 07月17日 （星期二） | 歌星隊                                        | 戴夢夢、陳柏宇                                            |                                             | 歌星隊             | 銅進步徽章                |
| 9    | 07月17日 （星期二） | 東張西望隊                                    | 高皓正、張美妮                                            |                                             | 歌星隊             | 銅進步徽章                |
| 9    | 07月17日 （星期二） | TVB隊                                         | 麥長青、黎耀祥                                            |                                             | 歌星隊             | 銅進步徽章                |
| 10   | 07月18日 （星期三） | 歌星隊                                        | 戴夢夢、陳柏宇                                            |                                             |                    | 銅進步徽章                |
| 10   | 07月18日 （星期三） | TVB8隊                                        | 李亞男、王浩信                                            |                                             |                    | 銅進步徽章                |
| 10   | 07月18日 （星期三） | 歌星隊                                        | 盧巧音、張繼聰                                            |                                             |                    | 銅進步徽章                |
| 11   | 07月19日 （星期四） | 歌星隊                                        | 盧巧音、張繼聰                                            |                                             | TVB隊              | 銅進步徽章                |
| 11   | 07月19日 （星期四） | TVB隊                                         | 蔡子健、朱凱婷                                            |                                             | TVB隊              | 銅進步徽章                |
| 12   | 07月20日 （星期五） | TVB隊                                         | 蔡子健、朱凱婷                                            |                                             | TVB隊              | 32萬獎金及獎品 銀進步徽章 |
| 12   | 07月20日 （星期五） | DJ隊                                          |                                                           |                                             | TVB隊              | 32萬獎金及獎品 銀進步徽章 |
| 13   | 07月24日 （星期二） | TVB隊                                         | 蔡子健、朱凱婷                                            |                                             | TVB隊              | 金進步徽章                |
| 13   | 07月24日 （星期二） | 都市閒情隊                                    | 安德尊、黃宇詩                                            |                                             | TVB隊              | 金進步徽章                |
| 14   | 07月25日 （星期三） | TVB隊                                         | 喬寶寶、康華                                              | TVB隊                                       |                    | 銅進步徽章                |
| 15   | 07月26日 （星期四） | 星級廚房隊                                    | 袁彩雲、周中                                              | 香港游泳協會隊 音樂農莊隊                   | 香港游泳協會隊     | 銅進步徽章                |
| 15   | 07月26日 （星期四） | TVB隊                                         | 喬寶寶、康華                                              | 香港游泳協會隊 音樂農莊隊                   | 香港游泳協會隊     | 銅進步徽章                |
| 16   | 07月27日 （星期五） |                                               |                                                           |                                             |                    |                           |
| 17   | 07月31日 （星期二） |                                               |                                                           |                                             |                    |                           |
| 18   | 08月1日 （星期三）  |                                               |                                                           |                                             |                    |                           |
| 19   | 08月2日 （星期四）  |                                               |                                                           |                                             |                    |                           |
| 20   | 08月7日 （星期二）  | 香港先生隊 我外母唔係人隊（主持稱「外隊組」） | 黃長興、高鈞賢 薛家燕、梁榮忠                             |                                             |                    |                           |
| 21   | 08月8日 （星期三）  | 歌星隊 TVB隊                                  | 李逸朗、蔣雅文 鄧兆尊、姚樂怡                             |                                             |                    |                           |
| 22   | 08月9日 （星期四）  |                                               |                                                           |                                             |                    |                           |
| 23   | 08月10日 （星期五） |                                               |                                                           |                                             |                    |                           |
| 24   | 08月14日 （星期二） | TVB隊 東張西望隊 歌星隊                       |                                                           | 公民足球隊                                  | 東張西望隊         | 銅進步徽章                |
| 25   | 08月15日 （星期三） | 東張西望隊 歌星隊 TVB隊 香港小姐隊            | 宋芝齡、李忠希 裕美、Eddie@EO2 汪琳 鄧上文、葉翠翠        |                                             | 香港小姐隊         | 18萬獎金及獎品 銅進步徽章 |
| 26   | 08月16日 （星期四） | 香港小姐隊                                    | 鄧上文、葉翠翠                                            |                                             | 香港小姐隊         | 銀進步徽章                |
| 27   | 08月17日 （星期五） | 香港小姐隊 歲月風雲隊 TVB隊                   | 鄧上文、葉翠翠 陳美琪、伍衛國 曹永廉、宋熙年              |                                             | 歲月風雲隊         | 銅進步徽章                |
| 28   | 08月21日 （星期二） | 歲月風雲隊 TVB隊 歌星隊                       | 陳美琪、伍衛國 黃浩然、姚嘉妮                             | 藝進同學會隊                                | TVB隊              | 銅進步徽章                |
| 29   | 08月22日 （星期三） | TVB隊 一擲千金隊                              | 黃浩然、姚嘉妮 陳文靜、周家怡                             |                                             | TVB隊              | 銀進步徽章                |
| 30   | 08月23日 （星期四） | TVB台主隊 香港小姐隊 都市閒情隊 TVB隊         | 黃浩然、姚嘉妮 呂慧儀、林莉 羅貫峰、李錦聯 蓋世寶、李思欣 | -                                           | TVB隊              | 金進步徽章                |
| 31   | 08月24日 （星期五） | 香港先生隊 TVB隊 生活台隊 體育世界隊          | 鄭健樂、袁偉豪 鄧英敏、劉彩玉 李雨陽 黃安琪               | -                                           | 體育世界隊         | 銅進步徽章                |

## 作品的變遷
| 無綫電視翡翠台 星期一至五 22:30-23:00節目             | 無綫電視翡翠台 星期一至五 22:30-23:00節目                                                                        | 無綫電視翡翠台 星期一至五 22:30-23:00節目 |
| ----------------------------------------------------- | --- | ----------------------------------------- |
|                                                       | 大國崛起 星期一 22:30-23:35 （2007.7.2 - 2007.8.20） 最緊要進步 星期二至五 22:30-23:00 （2007.7.3 - 2007.8.24）  |                                           |
| 拾年 星期一至五 22:30-23:00 （2007.6.18 - 2007.6.29） | 大國崛起 星期一 22:30-23:35 （2007.8.27 - 2007.9.17） 味分高下 星期二至五 22:30-23:00 （2007.8.28 - 2007.10.19） |                                           |